# Demografia Angliei
Cu toate că Anglia nu mai este un stat național independent, ci o țară constituentă în cadrul Regatului Unit, englezii încă pot fi considerați o "națiune" luându-ne după definiția Dicționarului Englez Oxford: un grup unit prin factori care includ "limba, cultura, istoria sau ocupare aceluiași teritoriu".
Conceptul de "națiune englezească" este mai vechi decât cel de "națiune britanică" și anii 1990’ au stat drept mărturie la renașterea conștiinței englezești. Acesta este legat de apariția conștiinței naționale a altor națiuni britanice, a galezilor și scoțienilor-care își iau forma cea mai solidă în noile aranjamente politice transmise în Regatul Unit- și scăderea identității naționale britanice odată cu căderea Imperiului Britanic.
Odată cu apariția identității naționale englezești ce implică ideologii în origini comune, majoritatea politicienilor naționaliști englezi nu consideră însă englezismul ca fiind legat de un sigur popor.
Imigranții din Anglia și-au însușit deja identitatea britanică, în timp de alții au preluat identități duale sau de străini naturalizați. E impropriu să folosești cuvântul "englez" atunci când  vrei sa diferențiezi un britanic de o persoana ce aparține unei etnii minoritare în Anglia, persoanele care nu aparțin rasei albe identificându-se mai bine ca  britanici decât ca englezi. Cu ocazia recensământului din 2004, Oficiul Național de Statistică a comparat identitățile etnice a persoanelor din Marea Britanie cu identitatea națională percepută de aceștia. Studiile au arătat că 58% din persoanele ce aparțin rasei albe și-au descris naționalitatea ca fiind engleză, iar majoritatea persoanelor ce nu aparțin acestei rase s-au descris ca britanici. 